# Dioíkīsī Aeroporías
La Dioíkīsī Aeroporías (dal greco Διοίκηση Αεροπορίας, lett. Comando Aviazione), conosciuta internazionalmente con la dizione in inglese Cyprus Air Force, è l'aeronautica militare di Cipro ed è parte integrante dell'Ethnikí Frourá, le forze armate cipriote.

## Storia
La storia dell'aviazione cipriota inizia il 16 agosto 1960, quando sull'isola (da poco divenuta una repubblica indipendente dalla Gran Bretagna) venne costituito un Air Wing. Esso era dotato di un piccolo numero di velivoli leggeri e svolgeva principalmente compiti di ricerca e soccorso (SAR), trasporto di malati, controllo degli incendi e dell'inquinamento marino nonché di difesa e di polizia delle coste e del territorio cipriota.
Fino al 1987 gli aeromobili dell'aviazione cipriota operavano ancora con marche civili, in quanto non si era sviluppata ancora la consueta natura militare della giovane forza aerea. Nello stesso anno furono consegnati 3 elicotteri leggeri Bell 206, 4 elicotteri utility Aérospatiale Gazelle  e 2 addestratori intermedi Pilatus PC-9.
Da questo momento la forza aerea cipriota comincia ad adottare per i suoi aeromobili una livrea mimetica e le insegne di nazionalità con la bandiera nazionale e la classica coccarda che ricalca perfettamente quella della Grecia, nazione con il quale esiste un forte legame, non solo militare.

## I compiti degli aeromobili ciprioti
Gli elicotteri Bell 206L-3 Long Ranger III, introdotti in servizio a partire dal 1987, vengono impiegati per compiti di ricerca e soccorso (SAR), il trasporto VIP e l'addestramento dei giovani piloti da assegnare alle macchine ad ala rotante. Attualmente gli elicotteri di questo tipo in servizio sono solo due perché un esemplare è andato perduto nell'unico ma gravissimo incidente della storia della forza aerea, con la perdita di tutti gli occupanti.
I quattro Aérospatiale SA-342L1 Gazelle svolgono compiti di ricognizione armata ed eventuali operazioni contro i mezzi corazzati, in quanto sono predisposti per il trasporto di euromissili HOT.
Nel mese di giugno del 2001 iniziarono le consegne dei 12 elicotteri d'attacco di costruzione russa Mi-35P. Questo modello rappresenta la versione più recente del possente elicottero da combattimento sovietico, dotato di tutte le più sofisticate apparecchiature tecnologiche ed equipaggiato con potenti cannoni, lanciamissili e lanciarazzi.
Le macchine ad ala fissa più recenti sono i 2 Pilatus PC-9, impiegati per l'addestramento, la ricognizione e per il traino bersagli. Infine la Kypriaki Stratiotiki Aeroporia opera con un solo esemplare di BN.2B-21 Maritime Defender, utilizzato per il trasporto e per svolgere missioni di pattugliamento marittimo costiero; tale aereo è l'unica macchina della forza aerea ad avere ancora le marche civili.

## Basi aeree

### Base Aerea "Lakatamia"
Storicamente Lakatamia è la più vecchia base aerea militare dell'aviazione cipriota. Essa si trova a circa 10 chilometri a sud-ovest di Nicosia, quartiere da cui prende il nome. Originariamente veniva utilizzata sin dal 1950 da parte dei reparti distaccati del British Army.
Questa piccola base è difficilmente riconoscibile dall'esterno e si integra molto bene con la zona edificata dei dintori, in quanto non possiede il classico aspetto che caratterizza le strutture militari.
Oltre ad essere la sede del 449 Mira, è anche la sede del comando generale della aeronautica militare cipriota. Inoltre la base aerea è messa a disposizione degli F-16 Fighting Falcon della Polemikí Aeroporía.

### Base Aerea "Paphos"
Questa base aerea è situata sulla costa occidentale dell'isola e sorge nell'area che ospita anche l'omonimo aeroporto civile. Qui ha sede il 450 Mira, che gestisce l'intera flotta dei velivoli ad ala fissa. L'aeroporto è anche sede di un piccolo museo dell'aviazione. La parte militare dell'aeroporto fu consegnato ufficialmente all'aviazione cipriota il 24 gennaio 1998.
La differenza tra la piccola base aerea di Lakatamia e quella di Pafo è enorme, in quanto quest'ultima si sviluppa in un complesso all'avanguardia con strutture tipiche delle più moderne e rinomate aviazioni militari, come la presenza di grandi hangar e shelter per il ricovero e la manutenzione dei velivoli, funzionali e moderne palazzine per uffici e per il personale nonché ampi piazzali.

## Aeromobili in uso
Sezione aggiornata annualmente in base al World Air Force di Flightglobal del corrente anno. Tale dossier non contempla UAV, aerei da trasporto VIP ed eventuali incidenti accorsi durante l'anno della sua pubblicazione. Modifiche giornaliere o mensili che potrebbero portare a discordanze nel tipo di modelli in servizio e nel loro numero rispetto a WAF, vengono apportate in base a siti specializzati, periodici mensili e bimestrali. Tali modifiche vengono apportate onde rendere quanto più aggiornata la tabella.
| Aeromobile                   | Origine        | Tipo                                                 | Versione (denominazione locale) | In servizio (2024) | Note | Immagine |
| Aerei da trasporto           |                |                                                      |                                 |                    | |          |
| Embraer ERJ-135ER            | Brasile        | aereo da trasporto VIP                               | ERJ-135BJ                       | 0                  | 1 ERJ-135BJ è stato donato dalla Grecia ad agosto 2022. |          |
| Britten-Norman BN-2 Islander | Regno Unito    | aereo da trasporto multiruolo                        | BN-2A                           | 1                  | 1 consegnato. |          |
| Aerei da addestramento       |                |                                                      |                                 |                    | |          |
| Pilatus PC-9                 | Svizzera       | aereo da addestramento                               | PC-9C                           | 1                  | 2 PC-9C entrati in servizio a partire dal 1989. Un esemplare perso in un incidente il 10 settembre 2005. |          |
| Elicotteri                   |                |                                                      |                                 |                    | |          |
| Airbus Helicopters H145M     | Unione europea | elicottero da trasporto elicottero d'attacco leggero | H145M D3                        | 2                  | 6 H145M (con opzione per ulteriori 6 esemplari) ordinati il 24 giugno 2022. Primi due esemplari consegnati a marzo 2025. |          |
| AgustaWestland AW139         | Italia         | CSAR MedEvacelicottero da trasporto VIP              | AW139                           | 3                  | 3 AW139 ordinati nel dicembre 2008, con i primi due consegnati nel maggio 2011 e il terzo nel settembre 2011. In carico alla Guardia Nazionale Cipriota che li impiega prevalentemente per compiti SAR, MEDEVAC e trasporto VIP. |          |
| Bell 206 Long Ranger         | Stati Uniti    | elicottero medio utility                             | Bell 206L3                      | 2                  | 3 Bell 206L3 consegnati di cui uno nel 1987 e due nel 1988 (altre fonti riferiscono il 1993 come data di inizio delle consegne).                                                                                                 |          |
| Eurocopter SA-342 Gazelle    | Francia        | elicottero d'attacco                                 | SA-342L1                        | 4                  | 6 SA 341L1 ordinati nel 1987, consegnati nel 1988 ed armati di missili controcarro HOT-2. |          |

## Aeromobili ritirati
- Mil Mi-35P Hind-F - 12 esemplari (2001-2021)[5][6][7][18][19]
- Beech C-45 Expeditor
- Agusta-Bell AB-47J - 2 esemplari (1964-1972)[20]
- PZL-Swidnik W-3 Kania - 2 esemplari (1990-1995)[21]